# David Altenstetter
David Altenstetter, né vers 1547 à Colmar et mort en 1617 à Augsbourg est un émailleur et orfèvre.

## Biographie
David Altenstetter nait vers 1547 à Colmar.
Il s'installe à Augsbourg entre 1568 et 1570 et, en épousant Catharina Jeger en 1573, acquiert la citoyenneté de la ville impériale, où il devient maître orfèvre. Un différend avec la guilde des forgerons est enregistré en 1588 parce qu'il achète des horloges, en cisèlet les boîtiers plus richement et les revend ensuite. En 1587-1588 ainsi qu'en 1594-1595, David Altenstetter occupe la fonction de "1er contremaître" de la guilde des orfèvres locaux. En 1598, il est interrogé sur son appartenance religieuse par le conseil municipal, qui veut traquer les anabaptistes. Il déclare qu'il n'est ni catholique ni luthérien, mais qu'il suit uniquement la Bible. De son premier mariage il a une fille. En 1600, il épouse en secondes noces Susanna Tressin.
David Altenstetter meurt à Augsbourg en 1617.